# Önder Sav
Önder Sav (* 14. Oktober 1937 im Dorf Işıklar im Landkreis Manyas, Provinz Balıkesir) ist ein türkischer Politiker und gegenwärtig der Generalsekretär der Cumhuriyet Halk Partisi.
Sav absolvierte die Fakultät für Rechtswissenschaften an der Universität Ankara und war Präsident der Anwaltskammer von Ankara sowie der Vereinigung der Anwaltskammern der Türkei. Önder Sav war in den XV, XVI, XX., XXII. und XXIII. Legislaturperioden als Abgeordneter der Cumhuriyet Halk Partisi aus Ankara in der Großen Nationalversammlung der Türkei. Zwischen dem 26. Januar 1973 und dem 17. November 1974 war Sav Arbeitsminister.
Sav ist verheiratet und Vater von zwei Kindern.